# Nemzetközi Frédéric Chopin Zongoraverseny
A Nemzetközi Frédéric Chopin Zongoraverseny (lengyelül: Międzynarodowy Konkurs Pianistyczny im. Fryderyka Chopina) egy Frédéric Chopin emlékére Varsóban megrendezett rendszeres nemzetközi komolyzenei verseny, melyet 1927-ben rendeztek meg először. 1955 óta szabályszerűen ötévente kerül megrendezésre, de a COVID19-járvány miatt a 2020-as versenyt 2021-re halasztották. A versenyen fiatal zongoristák mérkőznek meg Chopin-művek előadásával, több fordulón keresztül, kieséses rendszerben. A verseny szervezője a varsói Fryderyk Chopin Intézet.

## A verseny korai története
A verseny ötlete Jerzy Żurawlewtől ered,
aki a Chopin-játszást szerette volna a sportversenyek népszerűségi és elfogadottsági szintjére emelni.
A kezdeti szervezési nehézségek után Żurawlewnek sikerült elnyernie az új lengyel elnök, Ignacy Mościcki támogatását,
aki egyúttal az első verseny védnöki szerepét is ellátta 1927-ben.
Ezt az első versenyt Varsói Nemzeti Filharmónia épületében rendezte meg a Varsói Zenei Társaság.
A 8 országból érkezett 26 zongorista közül a szovjet Lev Oborin nyert,
aki később David Oistrakh állandó zongorista partnereként futott be karriert.

## Versenyek
| Megnevezés | Év   | 1. díj                                    | 2. díj                                | 3. díj                      |
| ---------- | ---- | ----------------------------------------- | ------------------------------------- | --------------------------- |
| I.         | 1927 | Lev Oborin                                | Stanisław Szpinalski                  | Róża Etkin                  |
| II.        | 1932 | Alekszandr Uninszkij                      | Ungár Imre                            | Bolesław Kon                |
| III.       | 1937 | Jakov Zak                                 | Rosa Tamarkina                        | Witold Małcużyński          |
| IV.        | 1949 | Bella Davidovics, Halina Czerny-Stefańska | Barbara Hesse-Bukowska                | Waldemar Maciszewski        |
| V.         | 1955 | Adam Harasiewicz                          | Vladimir Ashkenazy                    | Fou Ts'ong                  |
| VI.        | 1960 | Maurizio Pollini                          | Irina Zarickaja                       | Tania Achot-Haroutounian    |
| VII.       | 1965 | Martha Argerich                           | Arthur Moreira Lima                   | Marta Sosińska              |
| VIII.      | 1970 | Garrick Ohlsson                           | Ucsida Micuko                         | Piotr Paleczny              |
| IX.        | 1975 | Krystian Zimerman                         | Dina Joffe                            | Tatyana Fedkina             |
| X.         | 1980 | Đặng Thái Sơn                             | Tatyana Sebanova                      | Harutyun Papazjan           |
| XI.        | 1985 | Stanislav Bunin                           | Marc Laforet                          | Krzysztof Jabłoński         |
| XI.        | 1990 | (nem osztották ki)                        | Kevin Kenner                          | Yukio Yokoyama              |
| XII.       | 1995 | (nem osztották ki)                        | Philippe Giusiano, Alekszej Szultanov | Gabriela Montero            |
| XIII.      | 2000 | Li Yundi                                  | Ingrid Fliter                         | Alexander Kobrin            |
| XIV.       | 2005 | Rafał Blechacz                            | (nem osztották ki)                    | Dong-Hyek Lim, Dong-Min Lim |
| XVI.       | 2010 | Yulianna Avdeeva                          | Lukas Geniušas, Ingolf Wunder         | Daniil Trifonov             |
| XVII.      | 2015 | Cho Seong-jin                             | Charles Richard-Hamelin               | Kate Liu                    |
| XVIII.     | 2021 | Bruce (Xiaoyu) Liu                        | Alexander Gadjiev, Kyohei Sorita      | Martín García García        |

## Magyar vonatkozások
- A szerencsén múlt, hogy a versenynek nincs magyar győztese. Az 1932-es versenyen a (hároméves kora óta vak) magyar zongorista, Ungár Imre visszautasította a megosztott első díjat. Így a helyezéseket pénzfeldobással döntötték el, de a szerencse Alekszandr Uninszkij szovjet versenyzőnek kedvezett.
- A II. világháború után először, 1949-ben rendezett versenyen a magyar zongoraművész, Varjas Anna a lengyel kormány különdíját nyerte el.[3][4]